# 姜后 (周宣王)
姜（?—?），《瑣語》作「周獻后」，是西周第十一代天子周宣王的王后，齐国君主之女。她因为周宣王與寵妃早卧晏起，耽誤了上朝，於是在永巷待罪，將髮簪耳環脱下請罪，遣傅母傳言稱君王溺色，源罪於自己。周宣王動之以情曉之以理，勵精圖治，才有宣王中興。